# TRIM48
TRIM48 (англ. Tripartite motif containing 48) – білок, який кодується однойменним геном, розташованим у людей на 11-й хромосомі. Довжина поліпептидного ланцюга білка становить 208 амінокислот, а молекулярна маса — 24 498.
| 10         |  | 20         |  | 30         |  | 40         |  | 50         |
| ---------- |  | ---------- |  | ---------- |  | ---------- |  | ---------- |
| MNSGISQVFQ |  | RELTCPICMN |  | YFIDPVTIDC |  | GHSFCRPCFY |  | LNWQDIPILT |
| QCFECIKTIQ |  | QRNLKTNIRL |  | KKMASLARKA |  | SLWLFLSSEE |  | QMCGIHRETK |
| KMFCEVDRSL |  | LCLLCSSSQE |  | HRYHRHCPAE |  | WAAEEHWEKL |  | LKKMQSLWEK |
| ACENQRNLNV |  | ETTRISHWKA |  | FGDILYRSES |  | VLLHMPQPLN |  | LALRAGPITG |
| LRDRLNQF   |  |            |  |            |  |            |  |            |

A: Аланін

C: Цистеїн

D: Аспарагінова кислота

E: Глутамінова кислота

F: Фенілаланін

G: Гліцин

H: Гістидин

I: Ізолейцин

K: Лізин

L: Лейцин

M: Метіонін

N: Аспарагін

P: Пролін

Q: Глутамін

R: Аргінін

S: Серин

T: Треонін

V: Валін

W: Триптофан

Білок має сайт для зв'язування з іонами металів, іоном цинку. 